# 小拉恰
50°32′46″N 29°16′49″E / 50.54611°N 29.28028°E
小拉恰（烏克蘭語：Мала Рача）是烏克蘭北部的村莊，隸屬日托米爾州的日托米爾區。該村面積1.78平方公里，海拔高度157米，2001年人口872，人口密度每平方公里491人。